# 梁紹壬
梁紹壬（1793年－1834），字應來，號晉竹，錢塘人。清道光舉人，能承家學，工詩善文，學問淵博，愛喝酒。官至內閣中書。著有《兩般秋雨盦隨筆》、《兩般秋雨盦詩》，在近代筆記中自成一家。

## 生平
梁绍壬于乾隆五十八年（1793）三月二十四日出生，家住杭州府钱塘县竹竿巷（今杭州市武林街道竹竿巷）。曾祖梁敦书，铜仁知府。祖父梁履绳，父梁祖恩，始兴、开平知县。其家族属于清代杭州城内享有盛名的官宦世家。梁绍壬初名後壬。
嘉庆九年（1804）梁绍壬师从塾师何烺学习举业于竹竿巷澹足轩。自嘉庆十二年（1807）起，因兴趣使然，梁绍壬开始稍稍作诗。十三年（1808），梁绍壬迎娶萧山县县学训导黄超的女儿黄巽，为黄珣七世孙女。黄氏较梁绍壬年长三岁，绍壬时年十六，黄氏年十九。嘉庆十七年（1812），梁绍壬与友人在孤山结诗社，悠游酬唱。二十年（1815），为仁和县布衣词人陈小鲁彚集遗稿，刊行之。几年后，梁绍壬追随在山阴任官的岳丈黄超，在杭绍之间。道光元年（1821），二十九岁的梁绍壬考中恩科浙江乡试第四十九名举人，主考官为王引之、吴孝铭。同年十一月，梁绍壬与赵庆熺同行前往北京会试。道光二年（1822），春闱下第。寓居在姨丈苏繹家中。自此在京城度过两年时光。期间与项名达交游，共商学术。三年（1823），梁绍壬南归，校对了之前搜集的陈小鲁词稿。四年（1824），彚刊陈小鲁《一窗秋影庵词》，为之作跋。梁绍壬的表弟汪远孙与海宁人吴衡照结成东轩诗社，梁绍壬为诗社成员之一。道光六年（1826），梁绍壬再次参加会试，下第。遂留在京师等候景山官学教习的任缺。在京与表弟苏蔚生出入梨园以自娱。翌年随父赴任广东始兴县。在始兴期间，梁绍壬罹患咳血之症。其妻黄氏听闻后从杭州赶来，结果于道光十年（1830）病殁。之后，梁绍壬找了顺德人张氏作妾，没有再娶。道光十三年（1833），第三次参加会试，下第。参加举人大挑，得任广东盐大使。十四年（1834），梁绍壬在广州病卒。梁绍壬没有子嗣，也没有亲友乡人为他送葬，只能将棺柩措置在一间寺庙中。